# تالمون (مینه‌سوتا)
تالمون (به انگلیسی: Talmoon) یک منطقهٔ مسکونی در ایالات متحده آمریکا است که در شهرستان ایتاسکا، مینه‌سوتا واقع شده‌است. تالمون ۵۰ نفر جمعیت دارد و ۴۱۷٫۸۹ متر بالاتر از سطح دریا واقع شده‌است.